# Dusona longigena
Dusona longigena är en stekelart som beskrevs av Horstmann 2004. Dusona longigena ingår i släktet Dusona och familjen brokparasitsteklar. Inga underarter finns listade i Catalogue of Life.